# Christian Dob
Christian Dob (París, 30 de març de 1951) és un actor, autor dramàtic, humorista i director d'escena francès. Va ser fundador de la Compagnie du Mélo, a la dècada dels anys 80.

## Obres de teatre
- Les Baba-cadres.
- Salade de nuit
- Entorse pour une enflure.
- En attendant les boeufs
- Rififoin dans les labours
- Le rat débile et le rat méchant.
- La queue du diable
- C'est encore loin la mairie?
- Les éponges.
- Un conseil très municipal.
- Lucie, femme à poil